# David Hogarth
David George Hogarth (Barton-upon-Humber, 23 mai 1862-Oxford, 6 novembre 1927) est un archéologue britannique.

## Biographie
Directeur de la British School at Athens, il accompagne Arthur Evans à Cnossos (1899) et entreprend à Gypsades l'exploration de la ville minoenne.
Il fouille ensuite à Chypre et explore l'Orient. Conservateur de l'Ashmolean Museum d'Oxford (1909), il dirige les fouilles de Karkemish en Syrie et y engage Leonard Woolley comme chef du chantier et Reginald Campbell Thompson et T.E. Lawrence comme chefs des travaux.
Avec Lawrence et Woolley, il est ensuite affecté en Égypte au service de renseignements de l'armée anglaise et est nommé directeur du Bureau arabe du Caire. Il appelle au Caire son amie Gertrude Bell comme collaboratrice du Bureau arabe et la charge d'une mission en Mésopotamie.
Il fut président de la Royal Geographical Society de 1925 à 1927.

## Travaux
- Devia Cypria: notes of an archaeological journey in Cyprus in 1888, 1889
- The wandering scholar in the Levant, 1896
- Philip and Alexander of Macedon: two essays in biography, 1897
- The Penetration of Arabia : A Record of the development of Western Knowledge concerning the Arabian Peninsula, 1904
- Ionia and the East, 1909
- Accidents of an antiquary's life, 1910
- Excavations of Carchemish, 1911
- The Ancient East, 1914
- The Balkans, 1915
- Hittite Seals, 1920
- Arabia, 1922
- Kings of the Hittites, 1926
- The Life of Charles M. Doughty, 1928